# Distretto di Weinfelden
Il distretto di Weinfelden è un distretto del Canton Turgovia, in Svizzera. Confina con i distretti di Kreuzlingen a nord, di Bischofszell a sud-est, di Münchwilen a sud, di Frauenfeld e di Steckborn a ovest. Il capoluogo è Weinfelden.

## Comuni
| Stemma | Nome                    |
| ------ | ----------------------- |
|        | Affeltrangen            |
|        | Amlikon-Bissegg         |
|        | Berg                    |
|        | Birwinken               |
|        | Bischofszell            |
|        | Bürglen                 |
|        | Bussnang                |
|        | Erlen                   |
|        | Hauptwil-Gottshaus      |
|        | Hohentannen             |
|        | Kradolf-Schönenberg     |
|        | Märstetten              |
|        | Schönholzerswilen       |
|        | Sulgen                  |
|        | Weinfelden              |
|        | Wigoltingen             |
|        | Wuppenau                |
|        | Zihlschlacht-Sitterdorf |
|        | Totale (18)             |